# ناوچه سبک کلاس کامرونسی
ناوچه سبک کلاس کامرونسی (به انگلیسی: Khamronsin-class corvette) یک کلاس از ناوچه سبک است.